# Morgan Reeser
Morgan Reeser, född den 14 november 1962 i Fort Lauderdale, Florida, är en amerikansk seglare.
Han tog OS-silver i 470 i samband med de olympiska seglingstävlingarna 1992 i Barcelona.